# Glow in the Dark Tour
A Glow in the Dark Tour Kanye West amerikai rapper világ körüli koncertturnéja, Rihanna, Lupe Fiasco, N.E.R.D, Santigold és Nas közreműködésével. 2008. április 16-án kezdődött Seattle-ben, majd Dél-Amerikában, Ázsiában, Európában és Új-Zélandon folytatódott, mielőtt véget ért volna Ausztráliában, decemberben. A turné közben voltak meglepetésvendégek, mint Gnarls Barkley és Jay-Z. Ezek mellett Chris Brown is fellépett párszor, hogy előadja az Umbrella remixét, Rihannával, illetve táncosként a N.E.R.D dalai közben. Az új-zélandi és ausztrál koncerteken Nas, Kid Cudi és Scribe vette át Lupe Fiasco és a N.E.R.D helyét, mert ezen előadók külön turnéztak ezen országokban. Vanness Wu volt a fellépő a turné ázsiai szakaszán és előadta a Good Life-ot Westtel együtt a koncertek alatt. 2009 októberében egy azonos című könyv is megjelent, amelyet West írt és a fényképeket Nabil Elderkin készítette. A turné bevételei 30.8 millió dollár körül voltak.
A rendezést, a produceri munkát és világítást a következő személyek kezelték: Es Devlin, Kanye West, Martin Phillips, John McGuire és Simon Henwood.

## Számlista
Az alábbi számlista a 2008. április 16-i koncert dalait tartalmazza.
1. Good Morning
2. I Wonder
3. Heard 'Em Say
4. Through the Wire
5. Champion
6. Get Em High
7. Diamonds from Sierra Leone
8. Can't Tell Me Nothing
9. Flashing Lights
10. Spaceship
11. All Falls Down
12. Gold Digger
13. Good Life
14. Jesus Walks
15. Hey Mama
16. Don't Stop Believin'
17. Stronger
18. Homecoming
19. Touch the Sky

## Vendégszereplők
- Rihanna
- Lupe Fiasco
- N.E.R.D

Ausztrália/Új-Zéland
- Nas
- Scribe
- Kid Cudi
- Consequence

## Koncertek
| Dátum                                                                     | Város               | Ország             | Helyszín                                        |
| Észak-Amerika                                                             | Észak-Amerika       | Észak-Amerika      | Észak-Amerika                                   |
| ------------------------------------------------------------------------- | ------------------- | ------------------ | ----------------------------------------------- |
| 2008. április 16.                                                         | Seattle             | Egyesült Államok   | KeyAréna                                        |
| 2008. április 18.                                                         | Sacramento          | Egyesült Államok   | ARCO Aréna                                      |
| 2008. április 19.                                                         | San Jose            | Egyesült Államok   | HP Pavilion at San Jose                         |
| 2008. április 20.                                                         | San Diego           | Egyesült Államok   | San Diego Sports Aréna                          |
| 2008. április 21.                                                         | Los Angeles         | Egyesült Államok   | Nokia Theatre L.A. Live                         |
| 2008. április 22.                                                         | Los Angeles         | Egyesült Államok   | Nokia Theatre L.A. Live                         |
| 2008. április 24.                                                         | Tucson              | Egyesült Államok   | McKale Center                                   |
| 2008. április 25.                                                         | Summerlin           | Egyesült Államok   | Red Rock Casino                                 |
| 2008. április 26.                                                         | Albuquerque         | Egyesült Államok   | ABQ Journal Pavilion                            |
| 2008. április 27.                                                         | Denver              | Egyesült Államok   | Pepsi Center                                    |
| 2008. április 29.                                                         | Oklahoma City       | Egyesült Államok   | Ford Center                                     |
| 2008. április 30.                                                         | Austin              | Egyesült Államok   | Frank Erwin Center                              |
| 2008. május 1.                                                            | Dallas              | Egyesült Államok   | SuperPages.com Center                           |
| 2008. május 2.                                                            | The Woodlands       | Egyesült Államok   | Cynthia Woods Mitchell Pavilion                 |
| 2008. május 4.                                                            | Duluth              | Egyesült Államok   | The Aréna Gwinnett Center                       |
| 2008. május 5.                                                            | Tampa               | Egyesült Államok   | Ford Amphitheatre                               |
| 2008. május 6.                                                            | Miami               | Egyesült Államok   | American Airlines Aréna                         |
| 2008. május 8.                                                            | Charlotte           | Egyesült Államok   | Time Warner Cable Aréna                         |
| 2008. május 9.                                                            | Raleigh             | Egyesült Államok   | Time Warner Cable Music Pavilion                |
| 2008. május 10.                                                           | Bristow             | Egyesült Államok   | Nissan Pavilion at Stone Ridge                  |
| 2008. május 11.                                                           | Virginia Beach      | Egyesült Államok   | Verizon Wireless Amphitheatre at Virginia Beach |
| 2008. május 13.                                                           | New York City       | Egyesült Államok   | Madison Square Garden                           |
| 2008. május 15.                                                           | Mansfield           | Egyesült Államok   | Tweeter Center for the Performing Arts          |
| 2008. május 16.                                                           | Hartford            | Egyesült Államok   | New England Dodge Music Center                  |
| 2008. május 17.                                                           | Camden              | Egyesült Államok   | Susquehanna Bank Center                         |
| 2008. május 18.                                                           | Scranton            | Egyesült Államok   | Toyota Pavilion                                 |
| 2008. május 20.                                                           | Montréal            | Kanada             | Bell Centre                                     |
| 2008. május 21.                                                           | Toronto             | Kanada             | Molson Amphitheatre                             |
| 2008. május 22.                                                           | Auburn Hills        | Egyesült Államok   | The Palace of Auburn Hills                      |
| 2008. május 23.                                                           | Chicago             | Egyesült Államok   | United Center                                   |
| 2008. május 24.                                                           | Chicago             | Egyesült Államok   | United Center                                   |
| 2008. május 25.                                                           | Fargo               | Egyesült Államok   | Fargodome                                       |
| 2008. május 26.                                                           | Winnipeg            | Kanada             | MTS Centre                                      |
| 2008. május 27.                                                           | Saskatoon           | Kanada             | Credit Union Centre                             |
| 2008. május 29.                                                           | Edmonton            | Kanada             | Rexall Place                                    |
| 2008. május 30.                                                           | Calgary             | Kanada             | Pengrowth Saddledome                            |
| 2008. június 1.                                                           | East Rutherford     | Egyesült Államok   | Giants Stadion                                  |
| 2008. június 2.                                                           | Vancouver           | Kanada             | General Motors Place                            |
| 2008. június 3.                                                           | Portland            | Egyesült Államok   | Rose Garden                                     |
| 2008. június 5.                                                           | Reno                | Egyesült Államok   | Reno Events Center                              |
| 2008. június 6.                                                           | San Jose            | Egyesült Államok   | HP Pavilion at San Jose                         |
| 2008. június 7.                                                           | Los Angeles         | Egyesült Államok   | Staples Center                                  |
| 2008. június 8.                                                           | Glendale            | Egyesült Államok   | Jobing.com Aréna                                |
| 2008. június 9.                                                           | West Valley City    | Egyesült Államok   | E Center                                        |
| 2008. június 11.                                                          | Minneapolis         | Egyesült Államok   | Target Center                                   |
| 2008. június 12.                                                          | Moline              | Egyesült Államok   | iWireless Center                                |
| 2008. június 14.                                                          | Manchester          | Egyesült Államok   | Bonnaroo Zenei Fesztivál                        |
| 2008. július 15.                                                          | Stratford-upon-Avon | Egyesült Királyság | Global Gathering Fesztivál                      |
| 2008. augusztus 1.                                                        | Cincinnati          | Egyesült Államok   | U.S. Bank Aréna                                 |
| 2008. augusztus 2.                                                        | Chicago             | Egyesült Államok   | Grant Park                                      |
| 2008. augusztus 3.                                                        | Chicago             | Egyesült Államok   | Grant Park                                      |
| 2008. augusztus 5.                                                        | New York City       | Egyesült Államok   | Madison Square Garden                           |
| 2008. augusztus 6.                                                        | New York City       | Egyesült Államok   | Madison Square Garden                           |
| 2008. augusztus 7.                                                        | Ledyard             | Egyesült Államok   | MGM Grand Theatre                               |
| 2008. október 17.                                                         | Mexikóváros         | Mexikó             | Palacio de los Deportes                         |
| 2008. október 18.                                                         | Monterrey           | Mexikó             | Aréna Monterrey                                 |
| Dél-Amerika                                                               |                     |                    |                                                 |
| 2008. október 22.                                                         | São Paulo           | Brazília           | Ginásio do Ibirapuera                           |
| 2008. október 24.                                                         | Rio de Janeiro      | Brazília           | Marina da Glória                                |
| Ázsia                                                                     |                     |                    |                                                 |
| 2008. október 29.                                                         | Szingapúr           | Szingapúr          | Singapore Indoor Stadion                        |
| 2008. november 1.                                                         | Peking              | Kína               | Workers Indoor Aréna                            |
| 2008. november 3.                                                         | Sanghaj             | Kína               | Shanghai Indoor Stadion                         |
| Európa                                                                    |                     |                    |                                                 |
| 2008. november 8.                                                         | Belfast             | Egyesült Királyság | Odyssey Centre                                  |
| 2008. november 9.                                                         | Dublin              | Írország           | RDS Simmonscourt                                |
| 2008. november 11.                                                        | London              | Egyesült Királyság | O2 Aréna                                        |
| 2008. november 12.                                                        | London              | Egyesült Királyság | O2 Aréna                                        |
| 2008. november 13.                                                        | Newcastle           | Egyesült Királyság | Metro Radio Aréna                               |
| 2008. november 14.                                                        | Sheffield           | Egyesült Királyság | Sheffield Aréna                                 |
| 2008. november 15.                                                        | Birmingham          | Egyesült Királyság | LG Aréna                                        |
| 2008. november 16.                                                        | Glasgow             | Egyesült Királyság | SECC                                            |
| 2008. november 17.                                                        | Manchester          | Egyesült Királyság | Manchester Evening News Aréna                   |
| 2008. november 19.                                                        | Oberhausen          | Németország        | König-Pilsener-Aréna                            |
| 2008. november 20.                                                        | Párizs              | Franciaország      | Palais omnisports de Paris-Bercy                |
| 2008. november 21.                                                        | Brüsszel            | Belgium            | Forest National                                 |
| 2008. november 24.                                                        | Prága               | Csehország         | O2 Aréna                                        |
| 2008. november 26.                                                        | Rotterdam           | Hollandia          | Rotterdam Ahoy Sportpaleis                      |
| 2008. november 28.                                                        | Hamburg             | Németország        | Color Line Aréna                                |
| Ausztrália/Új-Zéland Vendégfellépők: Nas, Scribe, Kid Cudi és Consequence |                     |                    |                                                 |
| 2008. december 1.                                                         | Auckland            | Új-Zéland          | Vector Aréna                                    |
| 2008. december 2.                                                         | Wellington          | Új-Zéland          | TSB Bank Aréna                                  |
| 2008. december 5.                                                         | Melbourne           | Ausztrália         | Rod Laver Aréna                                 |
| 2008. december 6.                                                         | Sydney              | Ausztrália         | Acer Aréna                                      |
| 2008. december 7.                                                         | Brisbane            | Ausztrália         | Brisbane Entertainment Centre                   |

## Fontosabb események
- 2008. április 18.: West Sacramentóban tartott koncertjén, a Good Life előadása közben a várost Seattle-nek hívta, ahol pár nappal korábban lépett fel. West blogján azonnal bocsánatot kért hibájáért.[4]
- 2008. június 14.: West 21:00-ás fellépését hajnali 2:45-re tolták el a Bonnaroo Zenei Fesztiválon, hogy a vizuális effektjeit a koncertnek megfelelően véghez tudják vinni.[5] A Pearl Jam ezek mellett 50 perccel többet játszott, mint amit megengedtek nekik, ezzel kevesebb időt hagyva West színpadjának felállításához. Ez egy további 45 perccel halasztotta a koncert kezdését. Mikor ezen az időponton se kezdődött el a koncert, a nézők elkezdtek türelmetlenek lenni. Mikor West 4:25-kor végre megérkezett a színpadra, a tömeg nagy része elcsöndesedett, de sokan a további napokban is elégedetlenek voltak a rapperrel.[6] West később felháborodva írt blogján, kiemelve a Superfly hibáit a helyzetben.[7]

## Glow in the Dark (könyv)
A Glow in the Dark egy 2009-es életrajzi fotóesszé Kanye West Glow in the Dark Tour koncertturnéjától, amelyet ő maga írt és a Rizzoli USA adta ki, 2009 októberében. West együtt dolgozott az ausztrál-amerikai Nabil Elderkin fényképésszel a könyv létrehozásán. A turnén készített 400 kép szerepel az albumban, amelyet mind Elderkin készített.
A 23 x 33 centiméteres könyv 288 oldallal rendelkezik és keményborítóval érkezik. West 2008-as turnéjának dokumentációja, amelyben a színpadon és a színpadon kívül töltött pillanatok is meg vannak örökítve. Ezek mellett láthatóak benne West fellépőruhái és az előkészületek. Található volt a könyvben egy korábban kiadatlan ötdalos CD.